# Campeonato Mundial de Atletismo de 2013 - Lançamento de dardo feminino
‎
O lançamento de dardo feminino do Campeonato Mundial de Atletismo de 2013 ocorreu entre 16 e  18 de agosto no Estádio Lujniki, em Moscou.

## Recordes
Antes desta competição, os recordes mundiais e do campeonato nesta prova eram os seguintes:
| Tipo                  | Atleta            | Distância | Local     | Data                   | Ref |
| --------------------- | ----------------- | --------- | --------- | ---------------------- | --- |
|                       | Barbora Špotáková | 72,28     | Stuttgart | 13 de setembro de 2008 | ver |
| Recorde do campeonato | Osleidys Menéndez | 71,70     | Helsinque | 14 de agosto de 2005   | ver |

## Medalhistas
| Ouro                      | Prata                  | Bronze                |
| Christina Obergföll (GER) | Kimberley Mickle (AUS) | Maria Abakumova (RUS) |

## Cronograma
| Data         | Hora  | Evento        |
| ------------ | ----- | ------------- |
| 16 de agosto | 09:30 | Primeira fase |
| 18 de agosto | 16:00 | Final         |

## Resultados

### Primeira fase
Qualificação: Desempenho de qualificação 61,50 m (Q) ou pelo menos 12 melhores (q) avançam para a final. 
| Classificação | Grupo | Atleta                 | Nacionalidade  | 1ª prova | 3ª prova | 3ª prova | Marca | Nota  |
| ------------- | ----- | ---------------------- | -------------- | -------- | -------- | -------- | ----- | ----- |
| 1             | A     | Maria Abakumova        | Rússia         | 69,09    |          |          | 69,09 | Q     |
| 2             | B     | Kimberley Mickle       | Austrália      | 59,92    | 65,73    |          | 65,73 | Q, PB |
| 3             | A     | Linda Stahl            | Alemanha       | 64,51    |          |          | 64,51 | Q     |
| 3             | B     | Sunette Viljoen        | África do Sul  | 64,51    |          |          | 64,51 | Q, SB |
| 5             | A     | Kathryn Mitchell       | Austrália      | x        | 62,80    |          | 62,80 | Q, SB |
| 6             | B     | Tatjana Jelača         | Sérvia         | 57,65    | 62,68    |          | 62,68 | Q, NR |
| 7             | B     | Christina Obergföll    | Alemanha       | 62,36    |          |          | 62,36 | Q     |
| 8             | B     | Viktoriya Sudarushkina | Rússia         | x        | 52,88    | 62,20    | 62,20 | Q     |
| 9             | A     | Sofi Flinck            | Suécia         | 61,96    |          |          | 61,96 | Q, NR |
| 10            | A     | Vira Rebryk            | Ucrânia        | 59,49    | 58,60    | 61,70    | 61,70 | Q     |
| 11            | B     | Li Lingwei             | China          | 58,62    | 61,51    |          | 61,51 | Q, SB |
| 12            | B     | Nadeeka Lakmali        | Sri Lanka      | 56,12    | 59,09    | 60,39    | 60,39 | q     |
| 13            | B     | Katharina Molitor      | Alemanha       | 57,17    | 58,03    | 60,32    | 60,32 |       |
| 14            | B     | Līna Mūze              | Letônia        | 54,36    | 60,29    | x        | 60,29 |       |
| 15            | A     | Zhang Li               | China          | 58,59    | 60,16    | 58,98    | 60,16 |       |
| 16            | A     | Yuki Ebihara           | Japão          | 58,39    | 59,31    | 59,80    | 59,80 |       |
| 17            | A     | Krista Woodward        | Canadá         | 58,86    | 55,31    | 55,59    | 58,86 |       |
| 18            | A     | Hanna Hatsko           | Ucrânia        | 57,82    | 58,63    | 57,55    | 58,63 |       |
| 19            | B     | Marharyta Dorozhon     | Ucrânia        | 58,23    | 54,53    | 55,40    | 58,23 |       |
| 20            | B     | Martina Ratej          | Eslovênia      | 56,36    | 57,95    | x        | 57,95 |       |
| 21            | B     | Ásdís Hjálmsdóttir     | Islândia       | 57,36    | 57,65    | 55,98    | 57,65 |       |
| 22            | B     | Brittany Borman        | Estados Unidos | 53,20    | 57,63    | x        | 57,63 |       |
| 23            | A     | Flor Ruiz              | Colômbia       | 55,43    | 57,47    | 54,09    | 57,47 |       |
| 24            | B     | Liina Laasma           | Estónia        | 55,53    | 54,11    | 56,93    | 56,93 |       |
| 25            | A     | Eliza Toader           | Roménia        | 54,47    | 55,76    | 54,64    | 55,76 |       |
| 26            | A     | Jucilene de Lima       | Brasil         | 54,14    | 55,18    | x        | 55,18 |       |
| 27            | A     | Madara Palameika       | Letônia        | x        | x        | 53,70    | 53,70 |       |

### Final
A final foi iniciada as 16:00. 
| Classificação     | Atleta                 | Nacionalidade | 1ª prova | 2ª prova | 3ª prova | 4ª prova | 5ª prova | 6ª prova | Marca | Nota |
| ----------------- | ---------------------- | ------------- | -------- | -------- | -------- | -------- | -------- | -------- | ----- | ---- |
| Medalha de ouro   | Christina Obergföll    | Alemanha      | 64,63    | 69,05    | 64,02    | 62,93    | x        | x        | 69,05 | SB   |
| Medalha de prata  | Kimberley Mickle       | Austrália     | 60,43    | 66,25    | 64,18    | 64,29    | x        | 66,60    | 66,60 | PB   |
| Medalha de bronze | Maria Abakumova        | Rússia        | 65,09    | 63,78    | 64,33    | x        | 60,99    | 58,71    | 65,09 |      |
| 4                 | Linda Stahl            | Alemanha      | 64,78    | 62,58    | x        | x        | x        | 61,81    | 64,78 |      |
| 5                 | Kathryn Mitchell       | Austrália     | 63,77    | x        | 60,34    | 62,19    | x        | 62,23    | 63,77 | SB   |
| 6                 | Sunette Viljoen        | África do Sul | 63,58    | x        | 56,51    | 58,66    | 59,00    | 60,25    | 63,58 |      |
| 7                 | Viktoriya Sudarushkina | Rússia        | 60,44    | 62,21    | 55,82    | x        | 58,64    | x        | 62,21 |      |
| 8                 | Li Lingwei             | China         | 57,48    | 60,30    | 61,30    | 55,63    | 57,58    | 57,96    | 61,30 |      |
| 9                 | Tatjana Jelača         | Sérvia        | 60,38    | 60,63    | 60,81    |          |          |          | 60,81 |      |
| 10                | Sofi Flinck            | Suécia        | 57,56    | 59,52    | 55,56    |          |          |          | 59,52 |      |
| 11                | Vira Rebryk            | Ucrânia       | x        | 58,33    | x        |          |          |          | 58,33 |      |
| 12                | Nadeeka Lakmali        | Sri Lanka     | 55,10    | 58,16    | 55,77    |          |          |          | 58,16 |      |

Legenda
| Recorde mundial       | Recorde mundial (World record)               |                       | Recorde africano                      | Recorde africano (African) |                                           | Q | Classificado por posição (Qualified) |
| Recorde do campeonato | Recorde do campeonato (Championship record)  | Recorde da América    | Recorde da América (Americas)         | q                          | Classificado por melhor tempo (Qualified) |   |                                      |
| Melhor marca do ano   | Melhor marca do ano (World leading)          | Recorde asiático      | Recorde asiático (Asian)              | DNS                        | Não largou (Did not start)                |   |                                      |
| Recorde nacional      | Recorde nacional (National record)           | Recorde europeu       | Recorde europeu (European)            | DNF                        | Não terminou (Did not finish)             |   |                                      |
| Recorde pessoal       | Recorde pessoal do atleta (Personal best)    | Recorde da Oceania    | Recorde da Oceania (Oceania)          | DSQ / DQ                   | Desclassificado (Disqualified)            |   |                                      |
| Recorde da temporada  | Recorde da temporada do atleta (Season best) | Recorde sul-americano | Recorde sul-americano (South America) | NM                         | Sem marca (No mark)                       |   |                                      |